# Neocatara philippinensis
Neocatara philippinensis är en insektsart som först beskrevs av William Lucas Distant 1909.  Neocatara philippinensis ingår i släktet Neocatara och familjen Tropiduchidae. Inga underarter finns listade i Catalogue of Life.